# Agobard
Agobard (Spanje, 769 - Lyon, 6 juni 840) was aartsbisschop van Lyon.
Hij verbleef sinds 792 in Lyon, waar hij in 804 priester en in 816 aartsbisschop werd. Hij heeft een belangrijke rol gespeeld in de politiek van het Frankische Rijk en heeft in talrijke geschriften op heftige wijze positie gekozen tegenover theologische, liturgische, politieke en juridische problemen van zijn tijd. Hij verscheen op talrijke rijksdagen en verdedigde de eenheid van het Frankische Rijk, waarbij hij partij koos tegen keizer Lodewijk de Vrome en voor diens zoons. Daardoor werd hij door de keizer in 835 in de synode van Diedenhoven afgezet, maar in 838 werd hij in zijn ambt hersteld.

## Werken
Er zijn 26 bestaande werken overgebleven die reeds geattributeerd worden aan Agobard. Deze werden tot 1605 als verloren gezien, maar herontdekt door Jean Papire Masson in Lyon. Deze werken staan ook in Jacques-Paul Migne's Patrologia Latina, volume 104.

### Anti-Joodse werken
Zijn focus lag in ten minste vijf van de overgebleven werken op de joden van Lyon. De Joodse bevolking genoot onder Lodewijk de Vrome een redelijk getolereerd bestaan. Agobard vond het zijn recht om Joden(-slaven) geforceerd te bekeren naar het Christendom. Hij schreef verscheidene werken naar collega's en het imperiaal hof om deze mening te onderbouwen. Zijn voorstellen om dit te (her-)legalizeren werden door de keizer afgewezen. De teksten veranderden van toon rond het jaar 826, nadat er missi naar Lyon werden gestuurd om de Joodse bevolking te steunen tegen Agobard. In plaats van kritiek op het verbod op geforceerd bekeren, bekritiseert hij in zijn latere teksten voornamelijk de Joodse religieuze handelingen en teksten.